# Afrikaspiele 2019/Leichtathletik – Hammerwurf der Männer
Der Hammerwurf der Männer bei den Afrikaspielen 2019 fand am 29. August im Stade Moulay Abdallah in Rabat statt.
Sieben Hammerwerfer aus vier Ländern nahmen an dem Wettbewerb teil. Die Goldmedaille gewann Mostafa el-Gamel mit 72,50 m, Silber ging an Alaaeldin Elashry mit 72,04 m und die Bronzemedaille gewann Islam Mohamed mit 71,36 m.

## Rekorde
| Weltrekord        | Jurij Sjedych | 86,74 m | Europameisterschaften in Stuttgart, BR Deutschland | 30. August 1986 |
| Rekord der Spiele | Chris Harmse  | 76,73 m | Afrikaspiele in Algier, Algerien                   | 22. Juli 2007   |

## Ergebnis
29. August 2019, 15:45 Uhr
| Platz | Athlet                | Land      | 1. Versuch | 2. Versuch | 3. Versuch | 4. Versuch | 5. Versuch | 6. Versuch | Weite (m) |
| ----- | --------------------- | --------- | ---------- | ---------- | ---------- | ---------- | ---------- | ---------- | --------- |
|       | Mostafa el-Gamel      | Ägypten   | 69,71      | 69,36      | 70,14      | 72,50      | 70,25      | x          | 72,50     |
|       | Alaa el-Ashry         | Ägypten   | 70,12      | 71,20      | 71,15      | x          | 71,22      | 72,04      | 72,04     |
|       | Eslam Moussad Seria   | Ägypten   | 70,24      | x          | 70,41      | x          | 70,73      | 71,36      | 71,36     |
| 4     | Saad Ouahdi           | Marokko   | 61,78      | 65,42      | 65,33      | 62,54      | x          | x          | 65,42     |
| 5     | Dominic Ongidi Abunda | Kenia     | 57,83      | 53,26      | 57,45      | x          | 58,49      | 61,31      | 61,31     |
| 6     | Walid Araba           | Marokko   | 58,37      | 59,66      | x          | 58,38      | x          | x          | 59,66     |
| 7     | Nicolas Li Yun Fong   | Mauritius | x          | 57,31      | 59,30      | x          | 56,89      | 56,25      | 59,30     |